# Firs Sergejewitsch Schurawljow

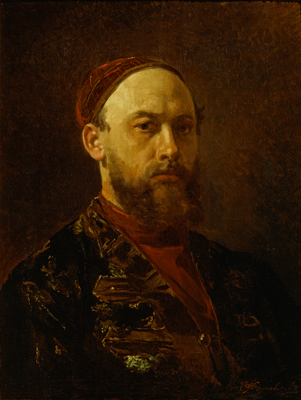
Firs Sergejewitsch Schurawljow (Selbstporträt)

Firs Sergejewitsch Schurawljow (russisch Фирс Сергеевич Журавлёв; * 10. Dezemberjul. / 22. Dezember 1836greg. in Saratow; † 4. Septemberjul. / 17. September 1901greg. in St. Petersburg) war ein russischer Genremaler.

## Leben
Bis 1855 betätigte sich Schurawljow als Schneider. Er studierte dann Malerei in St. Petersburg an der Kaiserlichen Akademie der Künste (IACh) zunächst als Gasthörer und dann als Student der Klassen von Carl Timoleon von Neff, Fjodor Antonowitsch Bruni und Alexei Tarassowitsch Markow. Er gewann zwei Kleine Silbermedaillen (1858, 1860), zwei Große Silbermedaillen (1860, 1862) und eine Kleine Goldmedaille (1862). Im Herbst 1863 gehörte er zu dem Rebellenbund der 14 besten Absolventen der IACh, die sich unter der Führung Iwan Nikolajewitsch Kramskois weigerten, sich an dem Wettbewerb um die Große Goldmedaille zu beteiligen und die Akademie verließen. Dies war die erste Demonstration der Anhänger der realistischen Malerei gegen die klassische akademische Kunst. Schurawljow beantragte die Entlassung aus der Akademie und wurde als Klassischer Künstler II. Klasse entlassen.
Schurawljow gehörte zu den Gründern des St. Petersburger Artels der Künstler zusammen mit Iwan Kramski, Johann Gottlieb Wenig, Alexander Konstantinowitsch Grigorjew, Alexei Iwanowitsch Korsuchin und Nikolai Semjonowitsch Schustow, in dem sie gemeinsam arbeiteten und wirtschafteten. 1866 und 1871–1872 lehrte er an der Zeichenschule der Gesellschaft zur Förderung der Künste. 1868 präsentierte Schurawljow auf der IACh-Ausstellung zwei Bilder, worauf er zum Klassischen Künstler I. Klasse ernannt wurde. 1874 wurde er aufgrund seiner neuen Gemälde zum Mitglied der IACh gewählt.
Schurawljow nahm an der Centennial Exhibition 1976 in Philadelphia und der Weltausstellung Paris 1889 teil sowie an der Allrussische Industrie- und Handwerksausstellung 1896 in Nischni Nowgorod. 1888–1889 stellte Schurawljow seine Arbeiten in den Ausstellungen der Genossenschaft der künstlerischen Wanderausstellungen aus, obwohl er nicht deren Mitglied war.
Schurawljow war an der Ausmalung der Christ-Erlöser-Kathedrale in Moskau und der Geburtskathedrale in Riga beteiligt. Er schuf für die Auferstehungskirche in St. Petersburg Kartons für Mosaike und Ikonen für die Smolny-Kathedrale.

## Werke

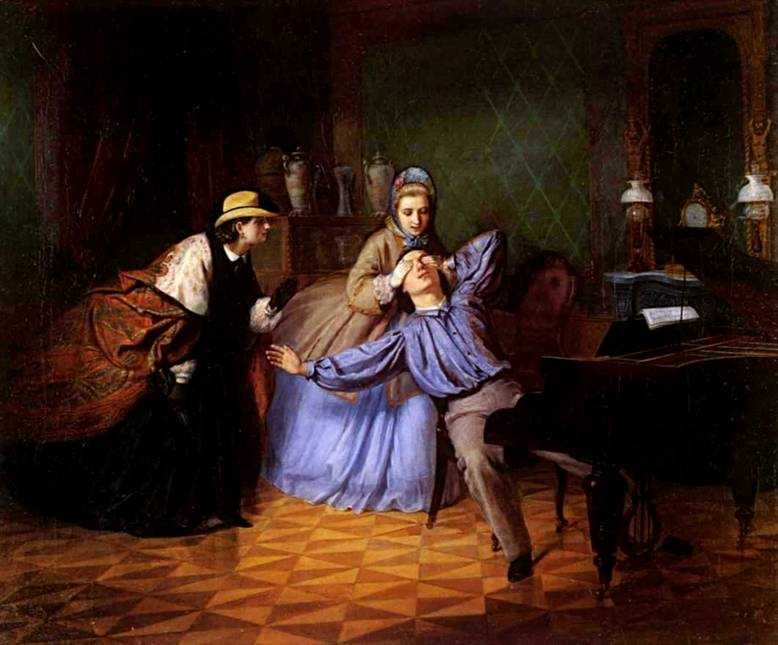
Rate, wer gekommen ist (1862)
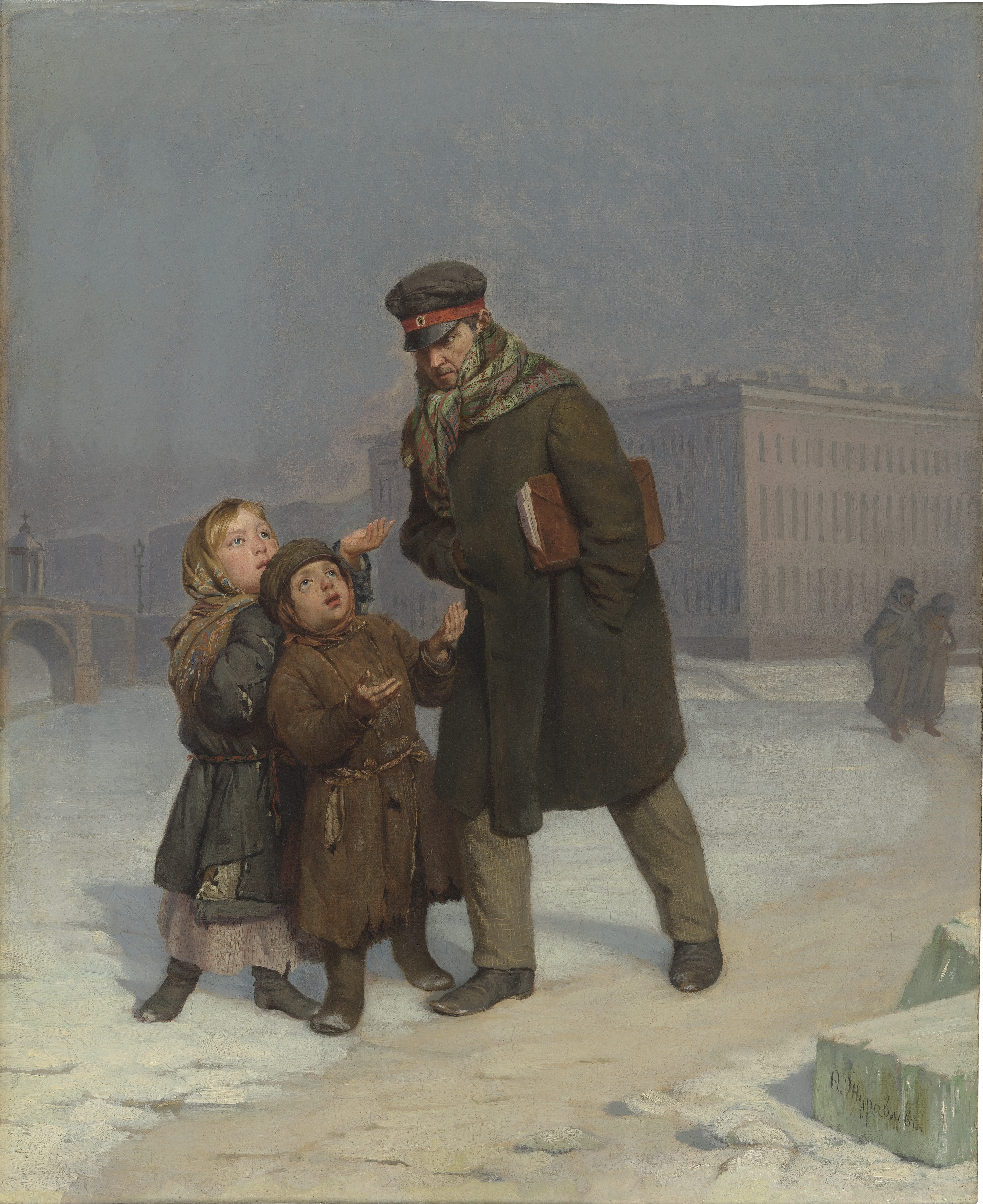
Arme Kinder (1870, Russisches Museum)
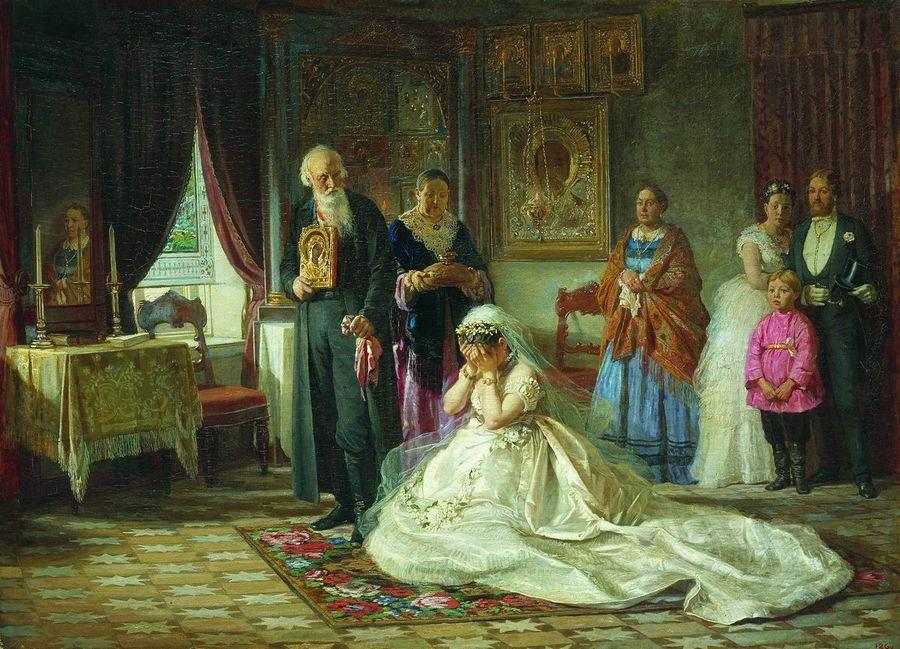
Vor der Krönung der Braut (1874, Russisches Museum)
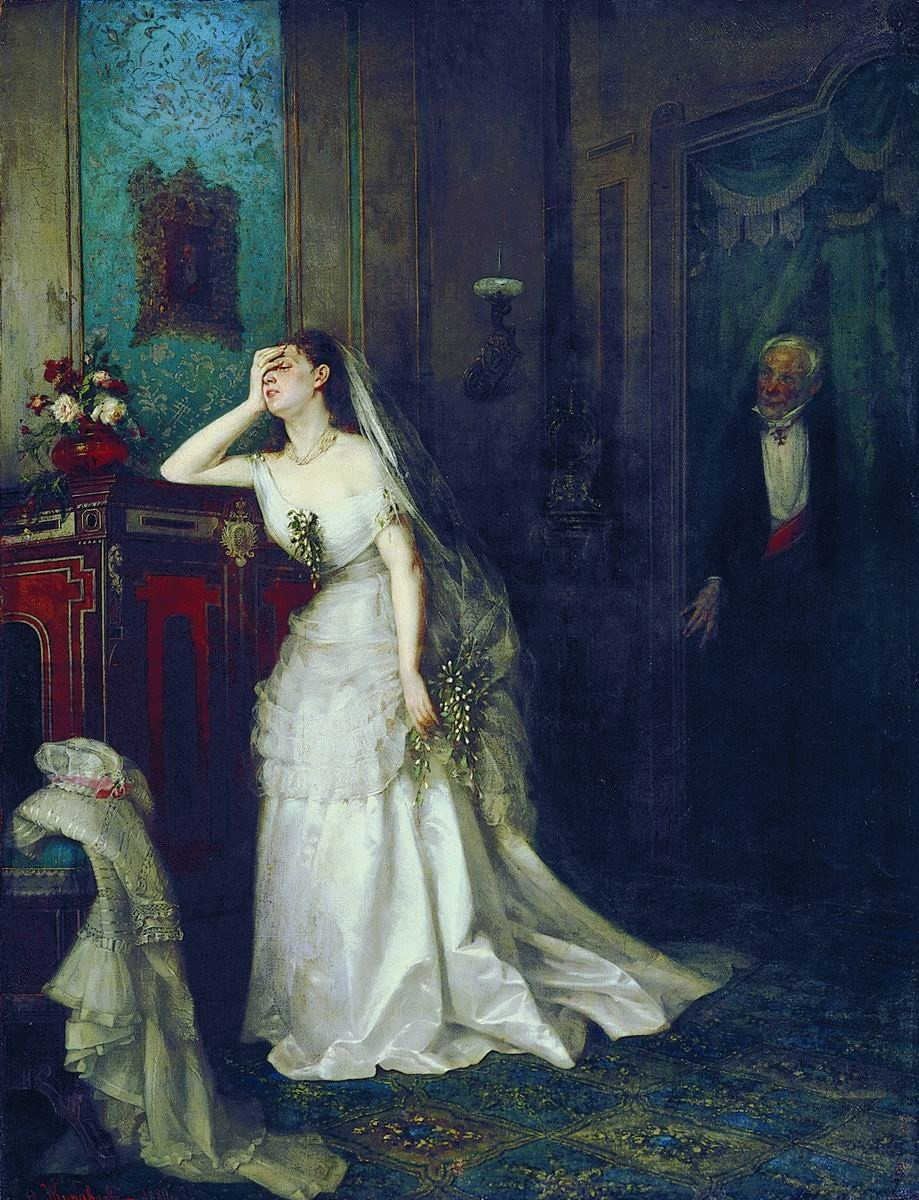
Nach der Trauung (1874)
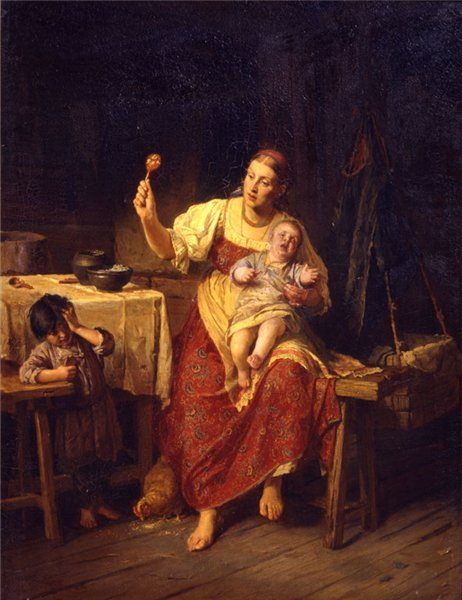
Die Stiefmutter (1874, Radischtschew-Kunstmuseum Saratow)
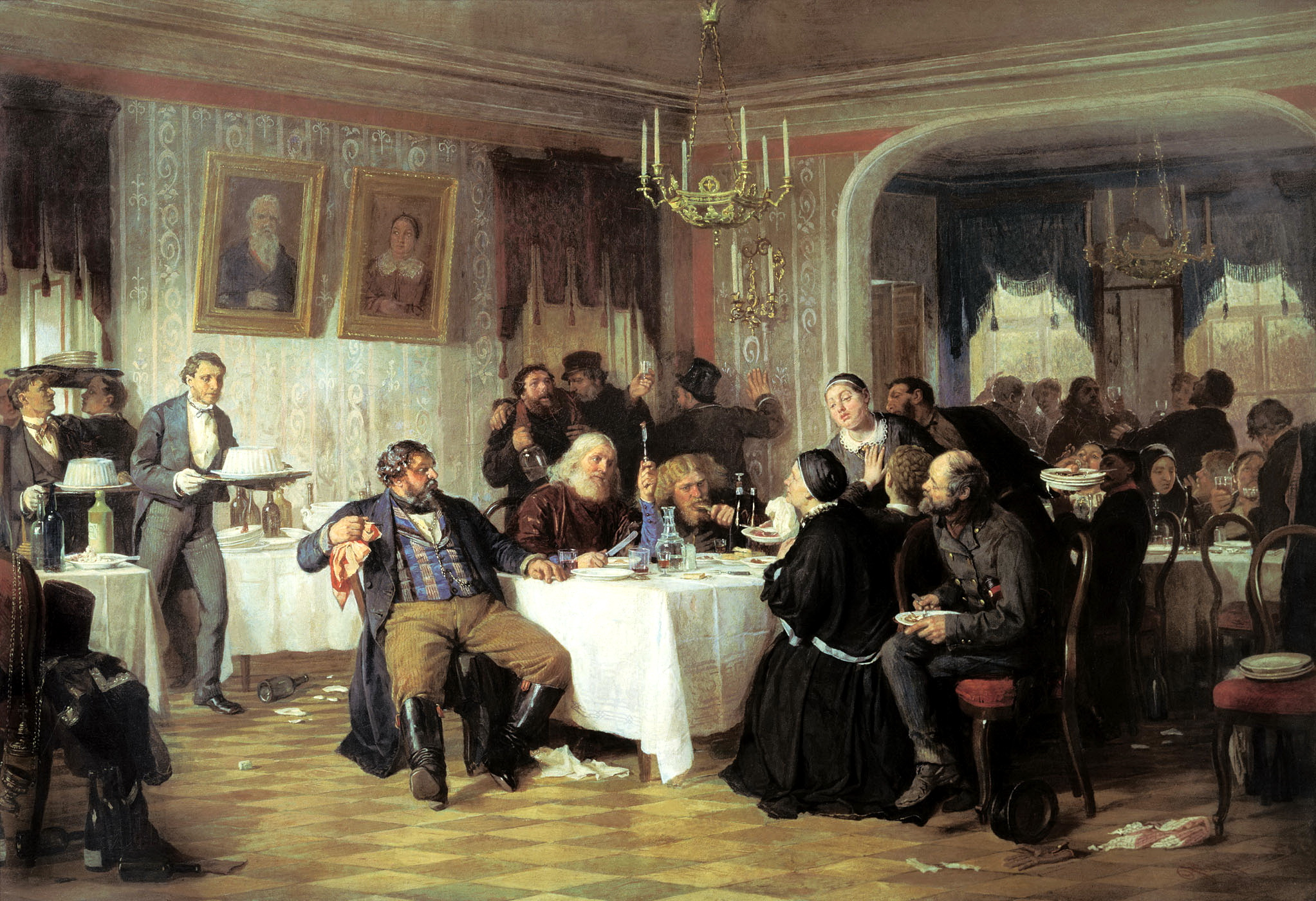
Leichenschmaus der Kaufleute (1876)
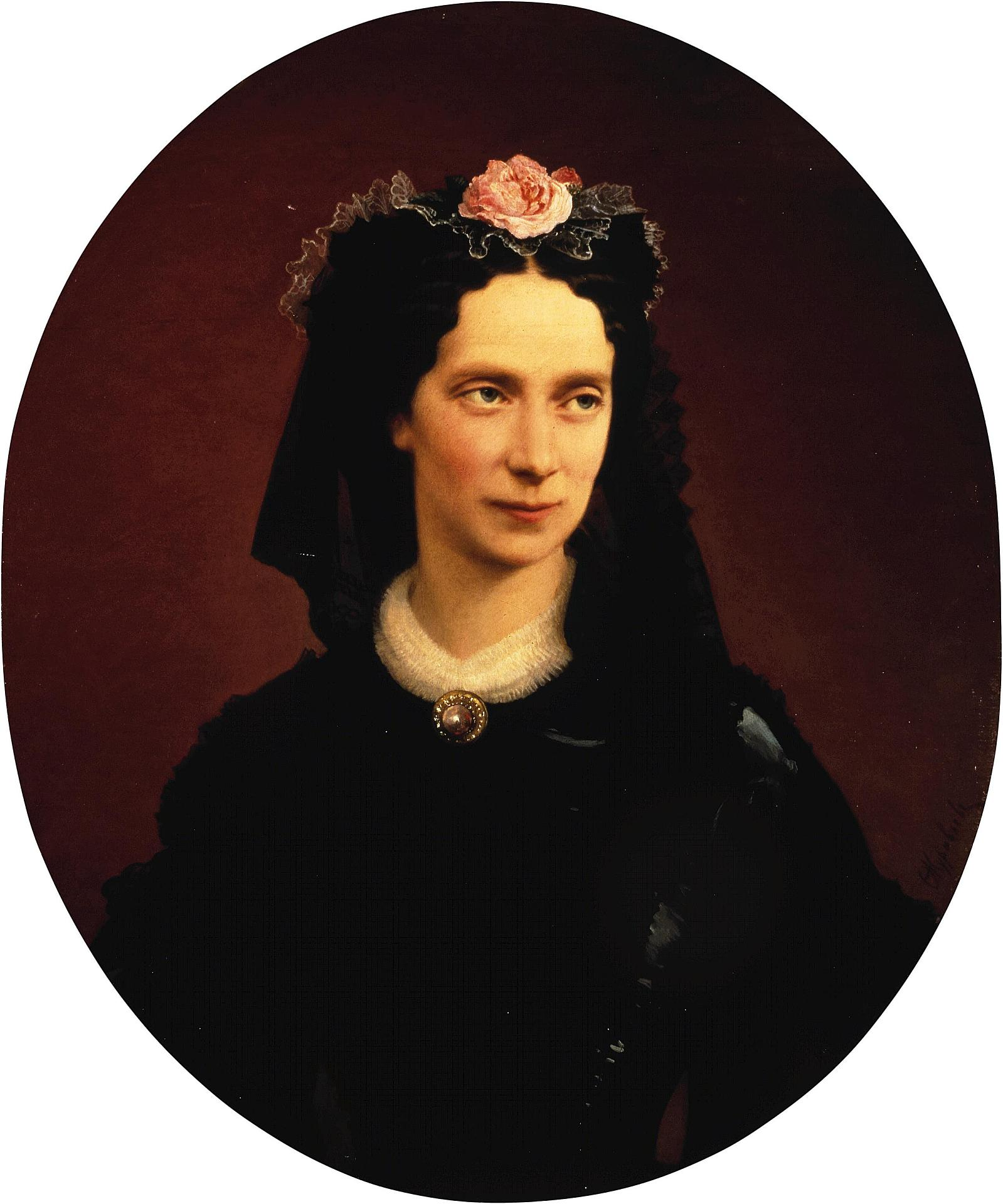
Kaiserin Marija Alexandrowna (vor 1880, Eremitage)
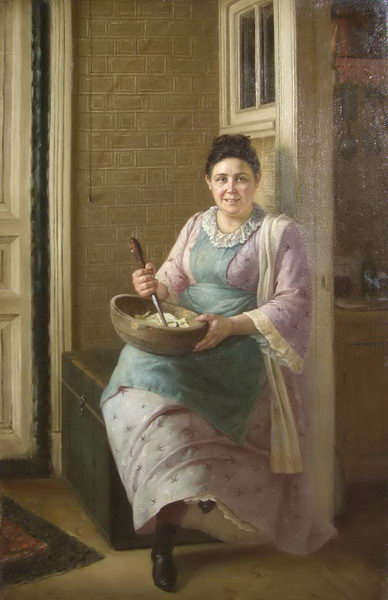
Die Köchin (1880)
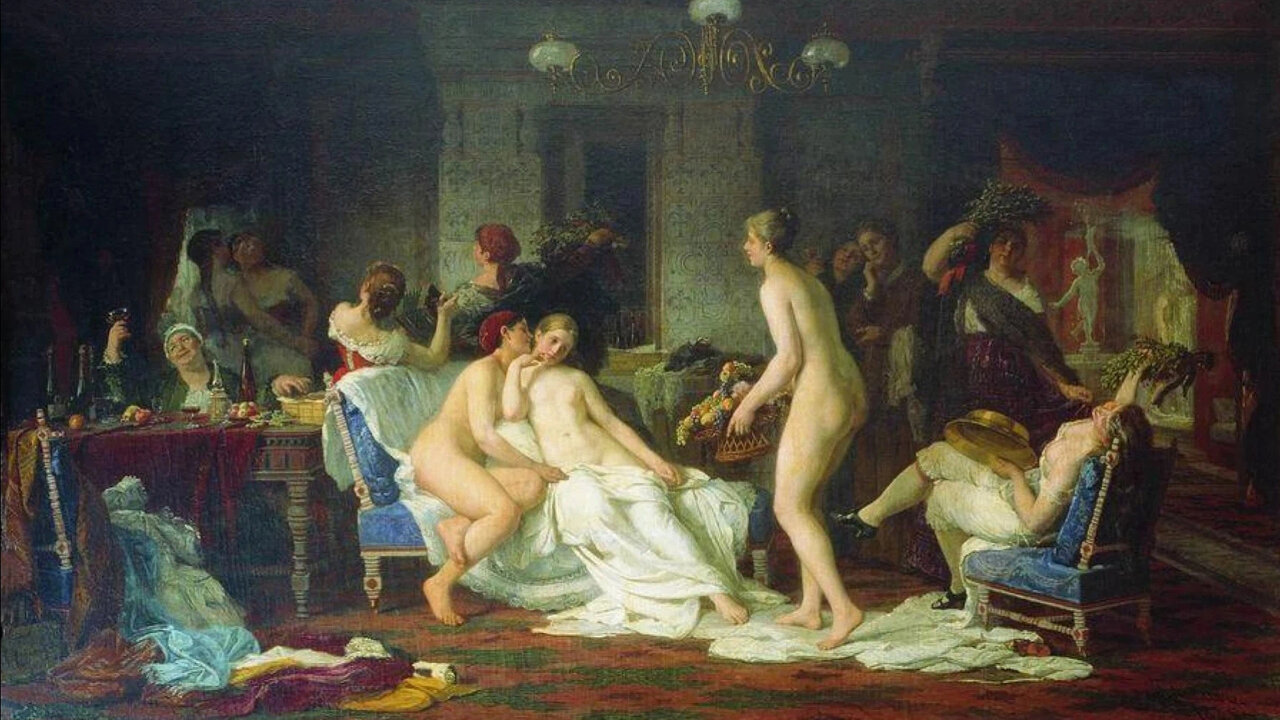
Jungfrauenabschied im Bad (1885, Nationales Kunstmuseum der Republik Belarus)
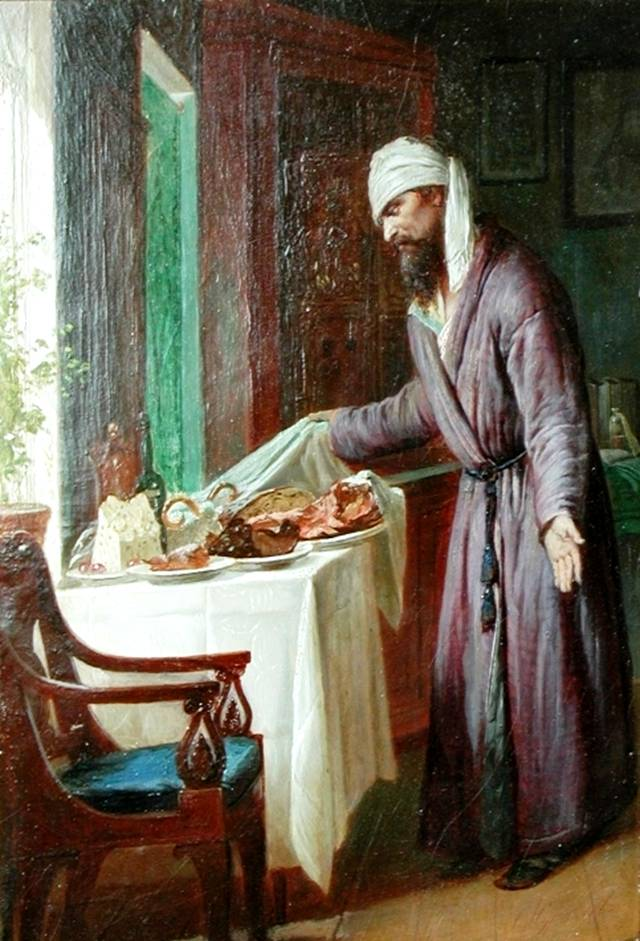
Osterbewirtung
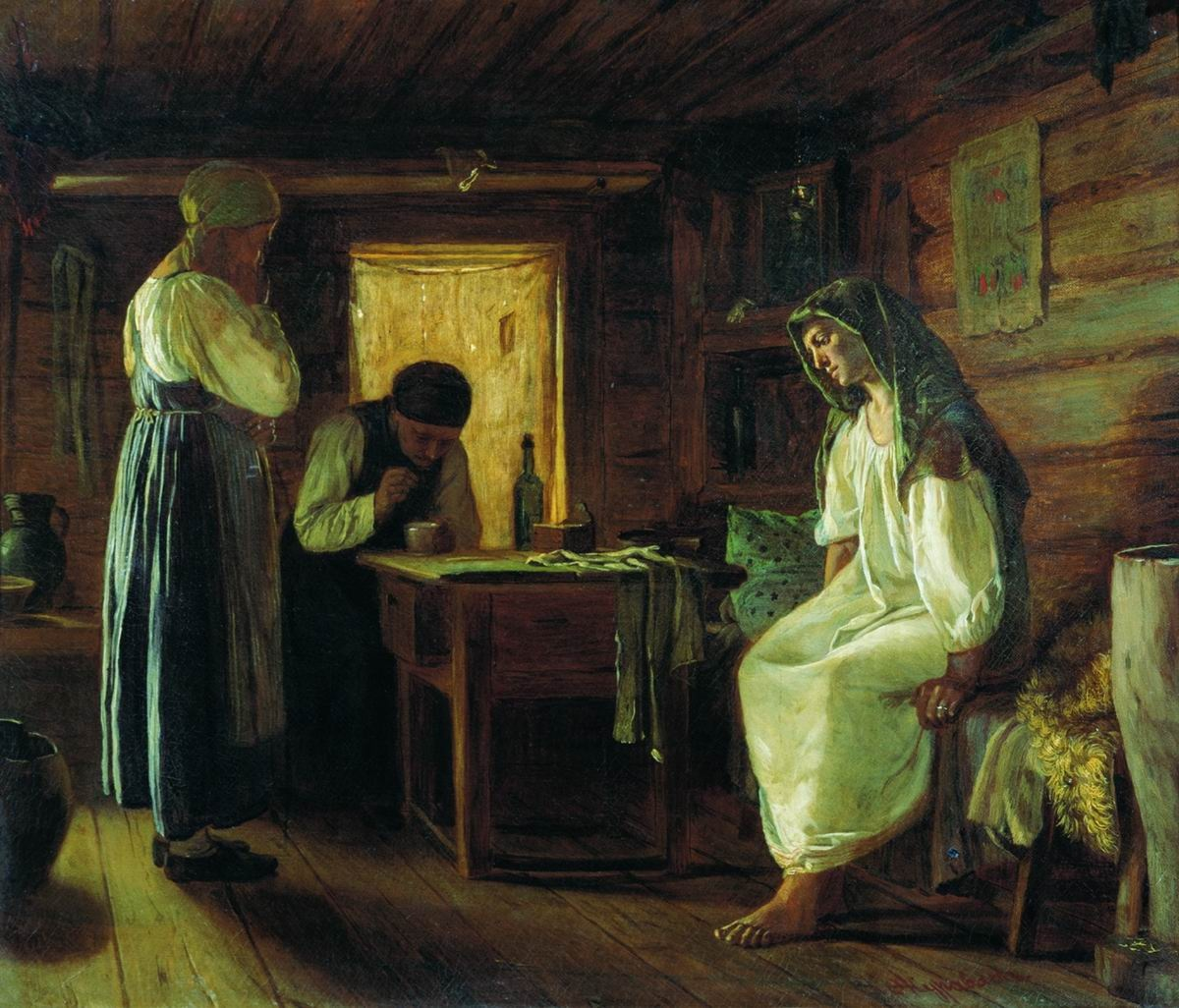
Die Wunderheilerin
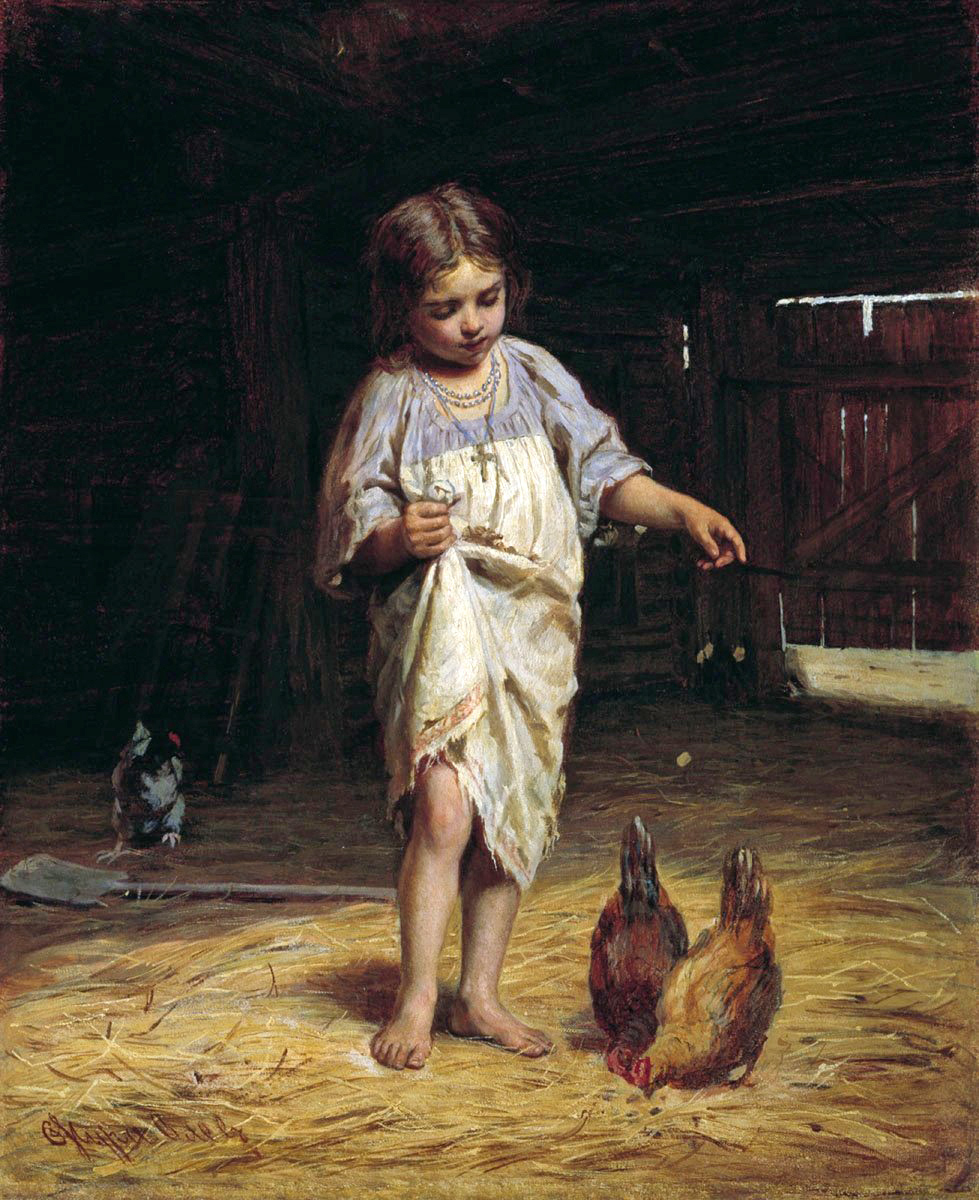
Mädchen mit Hühnern
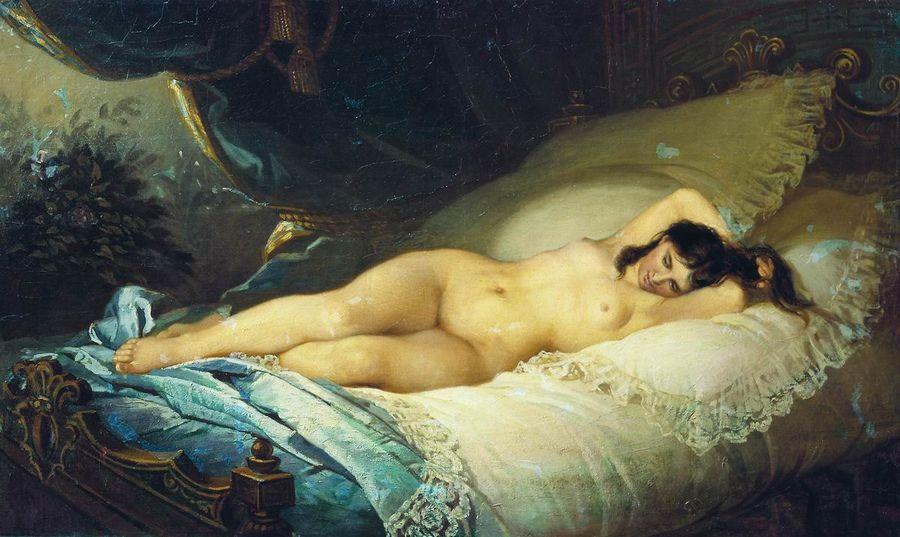
Nackte Frau
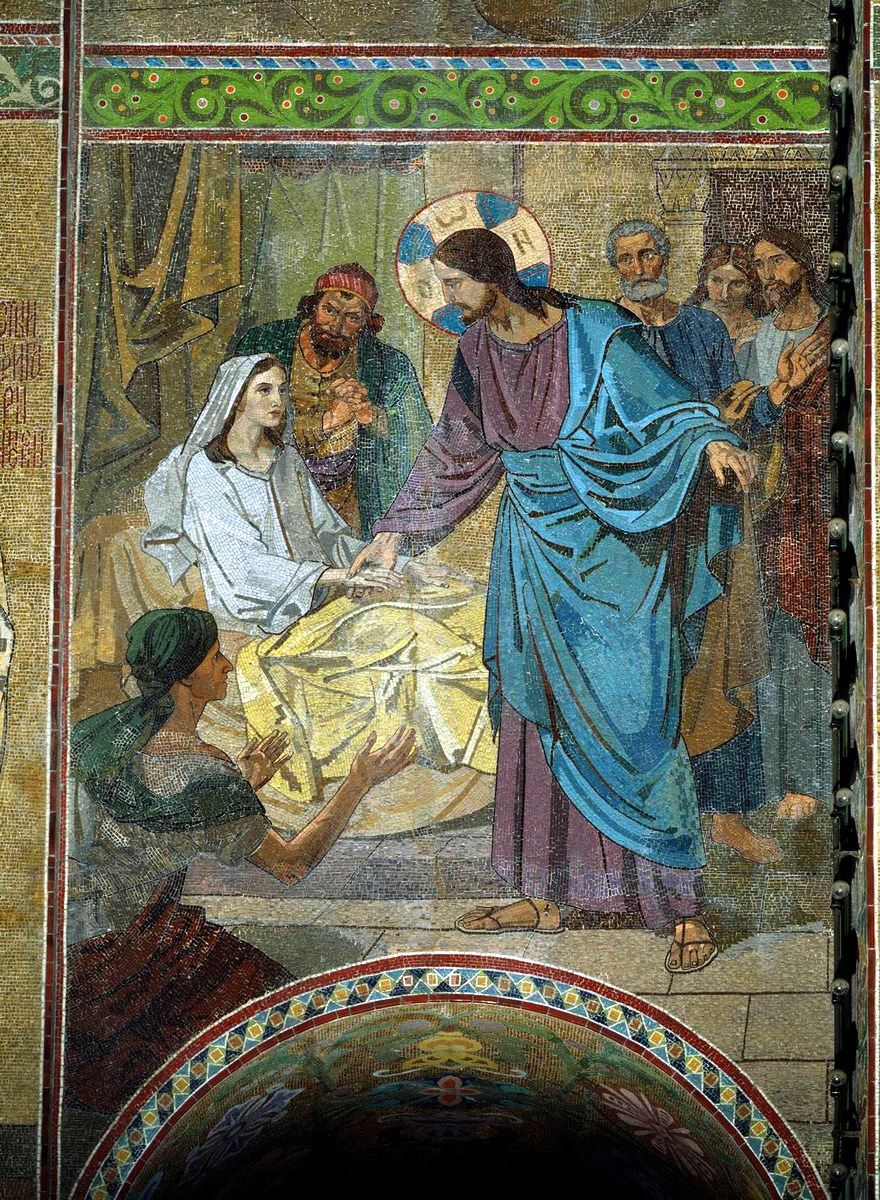
Auferweckung der Tochter des Jaïrus (Auferstehungskirche St. Petersburg)
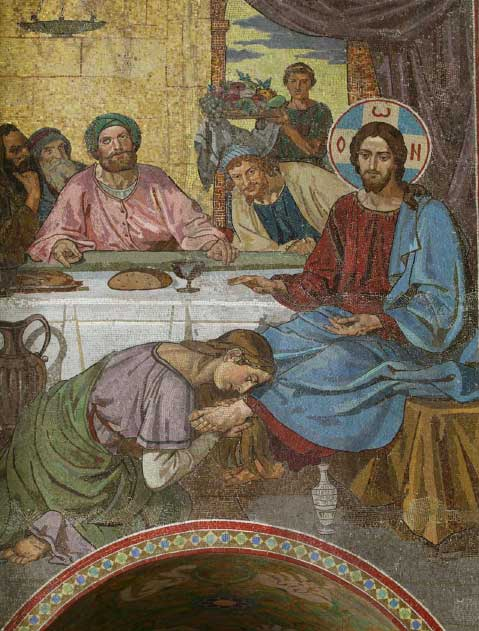
Christus bei den Pharisäern (Auferstehungskirche St. Petersburg)